# Jadovica
Jadovica (cyr. Јадовица) – wieś w Bośni i Hercegowinie, w Republice Serbskiej, w gminie Prnjavor. W 2013 roku liczyła 63 mieszkańców.